# Lãnh thổ New Guinea
Lãnh thổ New Guinea (tiếng Anh: Territory of New Guinea) là một lãnh thổ ủy thác Liên Hợp Quốc do Úc quản lý trên đảo New Guinea từ năm 1914 đến năm 1975. Năm 1949, lãnh thổ này cùng với Lãnh thổ Papua được thành lập trong một liên minh hành chính với tên gọi Lãnh thổ Papua và New Guinea. Năm 1971, liên minh hành chính này được đổi tên thành Papua New Guinea. Mặc dù là một phần của liên minh hành chính, Lãnh thổ New Guinea luôn giữ địa vị pháp lý và bản sắc riêng biệt cho đến khi Nhà nước Độc lập Papua New Guinea ra đời.
Lãnh thổ ủy trị ban đầu của Úc, có tên Các lãnh thổ ủy trị của Đức ở Thái Bình Dương nằm ở phía Nam Xích đạo trừ Samoa thuộc Đức và Nauru (Mandate for the German Possessions in the Pacific Ocean situated South of the Equator other than German Samoa and Nauru), dựa trên New Guinea thuộc Đức cũ. Lãnh thổ này đã bị các lực lượng Úc chiếm đóng trong Chiến tranh thế giới thứ nhất.
Hầu hết Lãnh thổ New Guinea bị Nhật Bản chiếm đóng trong Chiến tranh thế giới thứ hai, từ năm 1942 đến năm 1945. Trong thời gian này, Rabaul, thuộc đảo New Britain, trở thành một căn cứ lớn của Nhật Bản (xem Chiến dịch New Guinea). Sau Thế chiến II, các lãnh thổ của Papua và New Guinea được hợp nhất thành một liên minh hành chính theo Đạo luật Hành chính Lâm thời Papua New Guinea (1945–46).

## Bối cảnh

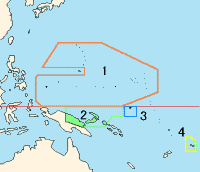
Các lãnh thổ ủy trị ở Thái Bình Dương:
1. Lãnh thổ Ủy trị Nam Dương
2. Lãnh thổ New Guinea
3. Lãnh thổ Ủy trị Nauru
4. Lãnh thổ Ủy thác Samoa

Năm 1884, Đức chính thức chiếm đóng phần tư đông bắc đảo New Guinea và đặt tên là New Guinea thuộc Đức. Cùng năm đó, chính phủ Anh tuyên bố bảo hộ đối với khu vực phía đông nam của New Guinea. Vùng này được đặt tên là New Guinea thuộc Anh, và bị Anh sáp nhập hoàn toàn vào ngày 4 tháng 9 năm 1888. Lãnh thổ này được chuyển giao cho Thịnh vượng chung Úc mới được liên bang hóa vào ngày 18 tháng 3 năm 1902, và New Guinea thuộc Anh đổi tên thành Lãnh thổ Papua, do chính quyền Úc quản lý từ năm 1906.

## Thống nhất hành chính với Papua
Sau chiến tranh, chính quyền dân sự của Papua và New Guinea được khôi phục, và theo Đạo luật Hành chính Lâm thời Papua New Guinea 1945–46, Papua và New Guinea được hợp nhất thành một liên minh hành chính mới. Đạo luật Papua và New Guinea 1949 thống nhất Lãnh thổ Papua và Lãnh thổ New Guinea thành Lãnh thổ Papua và New Guinea. Tuy nhiên, vì mục đích giữ nguyên luật quốc tịch Úc, hai vùng lãnh thổ vẫn duy trì một sự riêng biệt. Đạo luật quy định về Hội đồng Lập pháp (được thành lập năm 1951), cơ quan tư pháp, dịch vụ công và hệ thống chính quyền địa phương.
Dưới thời Bộ trưởng phụ trách Lãnh thổ hải ngoại Úc Andrew Peacock, vùng lãnh thổ này đã thông qua chế độ tự trị vào năm 1972. Ngày 15 tháng 9 năm 1975, trong nhiệm kỳ chính phủ Whitlam ở Úc, Vùng lãnh thổ này trở thành quốc gia độc lập Papua New Guinea.